# Ferran Laviña de la Villa
Ferran Laviña de la Villa (Barcelona, 24 de març de 1977) és un exjugador professional de bàsquet català que jugava a la posició d'escorta.
Ferran Laviña es va formar a les categories inferiors del CB L'Hospitalet, equip amb el qual va arribar a jugar el Campionat d'Espanya júnior la temporada 1994-1995. Laviña va passar pel Bàsquet Manresa de l'EBA i d'aquí va anar un any cedit al Club Gijón Baloncesto. Des de la temporada 1998-1999 va jugar al primer equip del Bàsquet Manresa, incloent-hi una etapa de dues temporades a la lliga LEB. La temporada 2006-2007 va fitxar pel DKV Joventut, on s'hi va estar fins al 2009.
Laviña va superar la barrera dels 200 partits a la lliga ACB durant la temporada 2007-2008. En dues ocasions ha jugat l'Eurolliga. La primera amb el Manresa la temporada 1998-1999, la segona amb el DKV Joventut la temporada 2006-2007.
L'estiu de 2009 abandonà el conjunt de Badalona, i fitxà pel Ayuda en Acción Fuenlabrada de la lliga ACB per dues temporades.
La temporada 2011-12 i 2012-13 va jugar al Bàsquet Manresa amb contractes temporals, i a l'agost de 2013 va fitxar pel Barça B, que juga a la Lliga LEB Or. Es va retirar al final d'aquella temporada.

## Palmarès
- 1 Copa del Rei de bàsquet: 2008
- 1 Copa ULEB: 2008
- 3 Lligues catalanes de bàsquet: 1999, 2007, 2008
- 1 Lliga Catalana: 1996